# Elena Sofia Ricci
Elena Sofia Ricci (Firenca, 29. ožujka 1962.), talijanska je televizijska, kazališna i filmska glumica. Višestruka je dobitnica nekoliko talijanskih filmskih nagrada. Poznata je po ulogama u komedijama.

## Vanjske poveznice
- Elena Sofia Ricci u internetskoj bazi filmova IMDb-a
- Izabrana filmografija na mojtv.hr